# Phlegra cinereofasciata
Phlegra cinereofasciata là một loài nhện trong họ Salticidae.
Loài này thuộc chi Phlegra. Phlegra cinereofasciata được Eugène Simon miêu tả năm 1868.